# I Liceum Ogólnokształcące im. Mikołaja Kopernika w Żywcu
I Liceum Ogólnokształcące w Żywcu im. Mikołaja Kopernika – publiczne liceum ogólnokształcące w Żywcu, powstałe w 1904 roku.

## Historia

### Początki
Pierwsze starania o wydanie zezwolenia na uruchomienie szkoły realnej w Żywcu rozpoczęto w latach 1893–1899. W 1904 roku powołano specjalną komisję, która miała zajmować się pracami związanymi z utworzeniem szkoły i budową jej siedziby. 3 sierpnia 1904 roku wydane zostało zezwolenie cesarskie na otwarcie Wyższej Szkoły Realnej w Żywcu z dniem 1 września 1904 roku.
Z powodu trwającej budowy gmachu nauka rozpoczęła się 1 września 1904 roku w nieistniejącym dziś budynku prywatnym na Rudzy, dzielnicy Żywca. Dyrektorem szkoły oraz jej organizatorem został Bronisław Gustawicz, dotychczasowy profesor III Gimnazjum w Krakowie. W następnym roku szkolnym wynajęto tzw. „trojanówkę” – całe piętro domu pana Trojana na rogu ulic: Kościuszki i Świętokrzyskiej, zaś lekcje rysunków odbywały się w domu pana Rottera na ulicy Kościuszki.
W roku szkolnym 1909/1910 szkoła realna przeniosła się do nowo wybudowanego gmachu przy ulicy Zielonej (obecnie jest to Szkoła Podstawowa nr 2) Wznoszenie nowego potrzebnego szkole budynku, w którym szkoła mieści się do dzisiaj, rozpoczęto według obowiązującego wówczas typowego planu wiedeńskiego ministerstwa oświaty i w stosunkowo krótkim czasie oddano do użytku imponujący i okazały, jak na tamte czasy, gmach nowej szkoły. Przeniesienie szkoły do własnego budynku przy ulicy Słowackiego, w którym mieści się do dzisiejszego dnia, miało miejsce podczas ferii letnich w 1911 r.
W roku szkolnym 1910–1911 stała się pełną siedmioklasową wyższą szkołą realną, w której po raz pierwszy zaczęły pobierać naukę dziewczęta (hospitantki). Odbył się także pierwszy egzamin dojrzałości. Do szkoły uczęszczała przeważnie młodzież z Żywca i powiatu żywieckiego. Nauka była płatna, jednak uczniowie biedni, mogli starać się o częściowe lub całkowite zwolnienie z opłat. Wszyscy uczniowie zobowiązani byli do noszenia w szkole i poza nią jednakowego granatowego munduru szkolnego, który krojem przypominał bluzę wojskową, a srebrne i złote paski na wysokim kołnierzyku oznaczały stopień gimnazjum oraz klasę, do której uczeń uczęszczał.
Rok szkolny 1914/1915 rozpoczął się z nieznacznym opóźnieniem, jednak lekcje nie odbywały się, ponieważ dyrektor i część nauczycieli zgłosiła się do służby wojskowej w armii austriackiej. Wtedy Rada Szkolna Krajowa zezwoliła na prowadzenie zajęć przez przebywających wówczas w Żywcu nauczycieli ze względu na znaczne oddalenie miasta od linii frontu. Jednak szkoła była zmuszona zawiesić swoją działalność, ponieważ w początkowym czasie wojny budynek został zajęty na potrzeby Szpitala Wojskowego z Jarosławia. Częściowe wznowienie zajęć szkolnych (w budynku ówczesnego Wydziału Rady Powiatowej – dziś: budynek Starostwa Powiatowego w Żywcu) nastąpiło w lutym 1915 r., zaś pełne przekazanie budynku szkoły dla młodzieży miało miejsce 3 marca 1916.
W roku szkolnym 1919/1920 założona została drużyna harcerska im. Kazimierza Pułaskiego (drużyna skautingu dziewcząt założona została w 1916 r., a żeńskie drużyny harcerskie funkcjonowały z przerwami) pełniąc w niepodległej Polsce poważną rolę wychowawczą z równoczesnym przygotowaniem młodzieży do obrony Kraju.
Od kwietnia do lipca 1920 r. nastąpiło zawieszenie nauki w wyższych klasach wobec masowego wstępowania młodzieży do wojska w celu walki z bolszewikami. Nauka rozpoczęła się 15 września, a w klasie VII dopiero 11 października po powrocie uczniów z wojska.

### Dwudziestolecie międzywojenne
W roku szkolnym 1921/1922 7-letnia Wyższa Szkoła Realna zostaje przekształcona w 8-letnie Gimnazjum im. Mikołaja Kopernika w Żywcu. Ostatnia matura Szkoły Realnej ma miejsce w 1924 roku, natomiast pierwsza matura Gimnazjum odbyła się w 1926 roku (w roku 1925 nie było matury).
Wartym odnotowania wydarzeniem była wizyta w szkole Prezydenta RP, prof. Ignacego Mościckiego 25 lipca 1929 roku podczas jednodniowego pobytu w Żywcu.
W latach 30. w miejsce dawnego 8-letniego gimnazjum ogólnokształcącego wprowadzono na mocy reformy jędrzejewiczowskiej sześcioletnią szkołę średnią ogólnokształcącą, podzieloną na czteroletnie gimnazjum (o jednolitym programie nauczania) i dwuletnie liceum (programowo zróżnicowane na wydziały: klasyczny, humanistyczny, matematyczno-przyrodniczy, przyrodniczy). W wyniku tej reformy, zarządzeniem Ministra Wyznań Religijnych i Oświecenia Publicznego z 1937 zostało utworzone „Państwowe Liceum i Gimnazjum im. Mikołaja Kopernika w Żywcu” (państwowa szkoła średnia ogólnokształcąca, złożona z czteroletniego gimnazjum i dwuletniego liceum); szkoła miała charakter koedukacyjny, a wydział liceum ogólnokształcącego był prowadzony w typie humanistycznym i matematyczno–fizycznym.

### Druga wojna światowa
Po wybuchu II wojny światowej i zajęciu Żywca przez Niemców dyrektor Bronisław Nowak usilnie starał się o otwarcie szkoły, w wyniku czego następuje krótki okres nauki w szkole (Gimnazjum) od 15 października do jej zamknięcia 8 listopada przez niemiecką administrację Żywca włączonego do III Rzeszy.
W czasie wojny budynek zajęty został przez Niemców na potrzeby policji (nadzorującej wysiedlenia ludności Żywiecczyzny w ramach Aktion Saybusch organizowanej przez SS-Obergruppenführera Ericha von dem Bacha – późniejszego likwidatora powstania warszawskiego), niemieckiego gimnazjum i szpitala wojskowego. Nauczyciele brali udział w tajnym nauczaniu zapoczątkowanym przez profesorów Kazimierę Białek, Czesława Janika i Irenę Puszyńską, a zarówno wychowankowie, jak i nauczyciele walczyli na wszystkich frontach II wojny, ginąc zarówno w niemieckich, jak i w sowieckich katowniach.

### Polska Rzeczpospolita Ludowa
Szkoła rozpoczęła działalność tuż po wyparciu Niemców przez Sowietów z Żywca – w połowie kwietnia 1945 roku. Pierwszy powojenny rok trwał do 15 sierpnia 1945 roku, zajęcia odbywały się w budynku szkoły pożydowskiej w Zabłociu, gdyż gmach Gimnazjum wymagał remontu. Wznowienie nauki nastąpiło we wrześniu w macierzystym budynku pod zmienioną nazwą: Państwowe Gimnazjum i Liceum w Żywcu. Zasadnicza zmiana organizacyjna nastąpiła w 1949 roku, kiedy to utworzono 11-letnią szkołę ogólnokształcącą (siedmioletnia szkoła podstawowa i czteroletnie liceum ogólnokształcące).
W dniach 20–22 czerwca 1959 roku miały uroczyste obchody Jubileuszu 55-lecia szkoły; powstaje Księga Pamiątkowa Szkoły Realnej, Państwowego Gimnazjum i Liceum Ogólnokształcącego im. Mikołaja Kopernika w Żywcu, w której autorzy umieszczają, obok bardzo cennych informacji dotyczących zwłaszcza życia szkoły w okresie międzywojennym, m.in. informacje o wychowankach i nauczycielach poległych podczas II wojny światowej – w tym o zamordowanych w Katyniu, co jak na owe czasy było posunięciem dość odważnym.
W roku 1960 Rada Pedagogiczna zwróciła się do Ministerstwa Oświaty z prośbą o zatwierdzenie imienia patrona szkoły Mikołaja Kopernika i takie zatwierdzenie otrzymała. Ostatecznie w lutym 1966 roku, w związku z nadmiarem klas licealnych, 7-letnia szkoła podstawowa przeniesiona została do budynku na os. 700-lecia (dziś: Szkoła Podstawowa nr 5).
W roku szkolnym 1967/68 na podstawie ustawy o reformie szkolnej z roku 1961 wszedł w życie nowy cykl nauczania licealnego – klasy: I, II, III, IV.
Sprofilowanie klas wprowadzone zostało obligatoryjnie w roku szkolnym 1973/1974. Faktycznie jednak w żywieckim liceum już w 1970 roku rozpoczęły pracę dwie klasy o profilu matematyczno-fizycznym, w 1971 roku – humanistyczna, a w 1973 – biologiczno-chemiczna. Od 1974 roku stale funkcjonują klasy matematyczno-fizyczne i biologiczno-chemiczne. Cały czas istniały też profile podstawowe. Z przerwami funkcjonowały klasy humanistyczne, pedagogiczne i z rozszerzonym programem nauczania wychowania fizycznego. Obecnie w każdym roczniku istnieją klasy o profilach matematyczno-fizycznym, biologiczno-chemicznym i humanistycznym, oprócz pedagogicznego (ostatni rocznik zdał maturę w 1994 roku).
W latach 70. powstały również nowe klaso-pracownie. Obok już istniejących, takich jak: gabinet fizyczny, chemiczny, biologiczny, geograficzny, pracownia zajęć technicznych i jedna sala gimnastyczna, pojawiają się gabinety: pracownie językowe, historii, obrony cywilnej, a także druga pracownia fizyczna i mała sala gimnastyczna. W 1976 roku Liceum otrzymało odznakę Zasłużony dla Miasta Żywca. Także w 1976 roku, Liceum Ogólnokształcące im. M. Kopernika i Liceum Ogólnokształcące dla Pracujących połączone zostały w Zespół Szkół Ogólnokształcących im. M. Kopernika.
Dla szkoły stan wojenny wprowadzony 13 grudnia 1981 r. oznaczał początkowo dłuższą przerwę w nauce, dyżury nauczycieli do godziny 22-iej, zawieszenie działalności Związku Nauczycielstwa Polskiego oraz zakaz działania NSZZ „Solidarność”, działającego w szkole od listopada 1980 r. Ze względu na zakaz zgromadzeń nie odbyła się styczniowa wywiadówka 1982 roku, a także tradycyjne bale maturalne.

### Po 1989
4 czerwca 1989 r. w wyborach do sejmu i senatu został wybrany na posła profesor języka polskiego – Michał Caputa i pełnił tę funkcję do 1991 r., jako poseł z listy Komitetu Obywatelskiego „Solidarność”, członek Obywatelskiego Klubu Parlamentarnego oraz sejmowej Komisji Edukacji, Nauki i Postępu Technicznego.
Rok szkolny 2002/2003 zapoczątkowany został utworzeniem 3-letniego Liceum Ogólnokształcącego w ramach reformy systemu oświaty z 1999 r. Weszła także w życie nowa nazwa szkoły: I Liceum Ogólnokształcące im. Mikołaja Kopernika w Żywcu.
W 2007 roku szkoła wzbogaciła się o obserwatorium astronomiczne wyposażone w teleskop typu refraktor o ogniskowej 400 mm. Głównym sponsorem Szkolnego Obserwatorium Astronomicznego Copernicus był absolwent szkoły z roku 1935 – mieszkający w Kanadzie A. Karel Velan.
We wrześniu 2009 roku nastąpiło połączenie I Liceum Ogólnokształcącego im. M. Kopernika w Żywcu z II Liceum Ogólnokształcącym im. J. Komorowskiego na ul. Grunwaldzkiej. Ostatnie klasy II LO kontynuowały naukę w I Liceum od września 2010 r. i zdały egzamin maturalny w maju 2011 r.
W 2010 nastąpiło otwarcie nowych sal lekcyjnych na zaadaptowanym poddaszu szkoły – także i w miejscu byłej strzelnicy szkolnej.
3 września 2018 roku w liceum odbyło się powiatowe rozpoczęcie roku szkolnego 2018/2019. Wyjątkowość tej uroczystości podkreślił fakt nadania auli szkoły imienia Stanisława Pyjasa, absolwenta żywieckiego liceum. W latach 2020–2021 budynek szkoły poddany został szeroko zakrojonej termomodernizacji.
Szkoła prowadzi współpracę naukowo-dydaktyczną z wyższymi uczelniami, w ramach której organizowane są m.in. obozy naukowe: humanistyczny, matematyczno-językowy oraz biologiczno-chemiczny.
W ramach wspierania szkoły na różnych płaszczyznach jej działalności w szkole funkcjonują stowarzyszenia:
Stowarzyszenie Przyjaciół i Absolwentów Liceum Ogólnokształcącego im. M. Kopernika w Żywcu oraz Stowarzyszenie „Z Kopernikiem w XXI wiek”.
I Liceum Ogólnokształcące im. Mikołaja Kopernika w Żywcu znajduje się wśród 500 najlepszych liceów w Polsce sklasyfikowanych w Rankingu Liceów i Techników Perspektyw 2020 i zdobyła po raz kolejny tytuł „Srebrnej Szkoły”.
W 2017 roku Koło Turystyki Górskiej i Krajoznawstwa PTTK „Kangchendzonga” przy I LO uzyskało certyfikat Organizatora Godnego Polecenia. Szkoła szczyci się tytułami laureata: Otwarta Szkoła, Szkoła z Tradycją, Szkoła Przyjazna Rodzinie. Liceum posiada status Szkoły Ćwiczeń Uniwersytetu Pedagogicznego w Krakowie.

## Dyrektorzy
- Bronisław Gustawicz 1904-1912
- Szczęsny Gizowski 1912-1915
- Bronisław Duchowicz 1915-1918
- Antoni Waśniowski 1918-1931
- Bronisław Nowak 1931-1939, 1945-1948
- Walenty Augustynowicz 1945
- Stefan Suchonek 1948-1950
- Jan Kołodziejczyk 1950-1954
- Zofia Hebenstreit 1954-1968
- Stanisław Porwisz 1969-1971
- Jerzy Świsterski 1971-1990
- Zbigniew Holboj 1990 – 2002
- Halina Badora 2002 – 2017
- Jacek Biłko 2017 –

## Szkoła obecnie

### Obecne profile klas
- uniwersyteckie humanistyczne
- uniwersyteckie matematyczne
- biologiczno-chemiczne
- matematyczne z nauczaniem dwujęzycznym
- humanistyczne (społeczno-medialne)

### Osiągnięcia
Szkoła osiąga najwyższe wyniki egzaminu maturalnego wśród szkół powiatu żywieckiego
Uczniowie odnoszą sukcesy w olimpiadach oraz w konkursach przedmiotowych najwyższego szczebla, umożliwiających zdobycie indeksu na wyższą uczelnię (np. rokrocznie laureaci w Olimpiadzie o Diamentowy Indeks AGH z matematyki i z geografii, w konkursie o Złoty Indeks Politechniki Krakowskiej z chemii i z matematyki oraz w konkursie o Złoty Indeks Politechniki Śląskiej z chemii, z fizyki i z matematyki).
Corocznie szkoła organizuje kilkudniowe obozy naukowe: matematyczno-językowy, biologiczno-chemiczny, humanistyczny oraz wyprawy marzeń geografów
Szkoła organizuje konkursy literackie w języku polskim i angielskim (np. Powiatowy Konkurs Literacki „SZUFLADA”, Powiatowy Konkurs „Dla Niepodległej”)
Szkoła proponuje kontynuację rozwoju uzdolnień pierwszoklasistów w ramach szkolnych działań „Rozwiń skrzydła w I LO im. M. Kopernika w Żywcu”
Uczniowie za swoje osiągnięcia otrzymują najważniejsze w kraju stypendia, np. Prezesa Rady Ministrów, Ministra Edukacji Narodowej, Marszałka Województwa Śląskiego dla wybitnie uzdolnionych uczniów, Krajowego Funduszu na Rzecz Dzieci.
Najlepszy absolwent zostaje laureatem przyznawanej przez szkołę pieniężnej Nagrody Prof. Bolesława Gintera.

### Współpraca naukowo-dydaktyczna szkoły
Szkoła prowadzi współpracę naukowo-dydaktyczną z wyższymi uczelniami:
- Uniwersytetem Śląskim w Katowicach – Instytutami Matematyki (innowacja pedagogiczna: klasa uniwersytecka matematyczna), Fizyki, Historii (innowacja pedagogiczna: klasa humanistyczna), Chemii i Szkołą Filmową im. K. Kieślowskiego.
- Uniwersytetem Pedagogicznym im. Komisji Edukacji Narodowej w Krakowie
- Uniwersytetem Papieskim Jana Pawła II w Krakowie.

Wykłady i warsztaty z chemii organizowane są we współpracy z:
- Pałacem Młodzieży w Katowicach,
- Wydziałem Chemii Uniwersytetu Jagiellońskiego,
- Instytutem Chemii Uniwersytetu Śląskiego.

Wykłady i warsztaty z biologii organizowane są we współpracy z:
- Collegium Medicum Uniwersytetu Jagiellońskiego,
- Wydziałem Nauk o Zdrowiu Akademii Techniczno-Humanistycznej w Bielsku-Białej.

Wykłady z geografii organizowane są we współpracy z:
- Wydziałem Nauk o Ziemi Uniwersytetu Śląskiego.

Wykłady polonistyczne organizowane są we współpracy z:
- Wydziałem Polonistyki Uniwersytetu Jagiellońskiego,
- Wydziałem Humanistyczno-Społecznym ATH w Bielsku-Białej.

Wykłady – edukacja prawna organizowane są we współpracy z:
- Wyższą Szkołą Finansów i Prawa w Bielsku-Białej

### Aktywność uczniów w szkole i środowisku lokalnym
- Samorząd Uczniowski,
- Szkolny Klub Europejski, Koło Turystyki Górskiej i Krajoznawstwa „Kangchendzonga”, prace badawcze Koła Astronomicznego „LOŻA”, Szkolny Klub Szachowy, Szkolne Turniej Scrabble
- szkolna gazetka „Copernicus” (poprzednio „GłosKa”)
- ciekawe imprezy, np. Dzień Liczby Pi, Święto Muzyki, Dzień Języków Obcych i Konkurs Piosenki Obcojęzycznej, Dzień Chemii, Dzień Astronomii, Dzień Ziemi, Dzień Twórczości i Talentów Uczniowskich, Letni i Zimowy Dzień Sportu, Festiwal Nauki i Sztuki, Narodowe Czytanie
- programy unijne i pozaunijne
- udział w międzynarodowych wymianach młodzieży oraz w polskich i zagranicznych wyjazdach edukacyjnych (Niemcy – Unterhaching, Wielka Brytania – Londyn, Hiszpania, Francja)
- zdobywanie wiedzę w programie edukacji medialnej „KinoSzkoła”
- sesje popularnonaukowe, wystawy, spotkania z ciekawymi ludźmi

- Wielka Orkiestra Świątecznej Pomocy
- Góra Grosza
- Szlachetna Paczka
- Pola Nadziei
- Żywieckie Suwakowanie
- szkolny wolontariat stale współpracujący z Państwowym Domem Dziecka w Żywcu oraz z innymi instytucjami
- rodzice uczniów mają możliwość uczestniczenia w corocznej zbiórce publicznej na rzecz stypendium dla uczniów przewlekle chorych w liceum (akcja i fundusz Stowarzyszenia Przyjaciół i Absolwentów LO im. M. Kopernika w Żywcu)

## Znani absolwenci
- Joachim Badeni OP, 1930, prezbiter rzymskokatolicki, dominikanin, mistyk, duszpasterz akademicki, rekolekcjonista
- Stanisław Bajtlik, 1974, astrofizyk
- Ryszard Borski, 1979, Ewangelicki Biskup Wojskowy, generał brygady WP
- Monika Brodka (Brodka) 2007, piosenkarka alternatywna, kompozytorka, autorka tekstów
- Anna Dyaczyńska-Herman, 1951, profesor zwyczajny, chirurg, anestezjolog
- Roman Galar, 1962, biocybernetyk i informatyk, profesor Politechniki Wrocławskiej, taternik i grotołaz
- Bolesław Ginter, 1955, profesor zwyczajny, archeolog
- Zygmunt Andrzej Heinrich, 1955, himalaista
- Sebastian Kawa, 1991, pilot szybowcowy i żeglarz sportowy
- Michał Kusiak, 2005, astronom
- Adolf Maciejny, 1951, profesor zwyczajny, prorektor Politechniki Śląskiej
- Józef Maślanka, 1951, pallotyn, misjonarz w brazylijskiej Amazonii
- Mateusz Matyszkowicz, 2000, filozof i publicysta
- Stefan Rudolf Mojżyszek, 1913, doktor praw, major WP, wojskowy prokurator okręgowy
- Piotr Piecha, 1983, aktor teatralny i filmowy
- Tadeusz Pieronek, 1951, profesor nauk prawnych, kanonista, biskup
- Stanisław Pyjas, 1972, opozycjonista
- Tadeusz Rakoczy, 1956, biskup diecezjalny bielsko-żywiecki
- Zofia Rączka, 1946, polska archiwistka i regionalistka
- Benita Lucyna Skrzyp CFSN, 1977, doktor, siostra nazaretanka – katechetka, honorowy Profesor Oświaty
- Krystyna Slany, 1971, profesor zwyczajny, socjolog
- Jakub Strzelecki OFM, 2004, aktor, bernardyn
- Adam Suchoński, 1951, profesor zwyczajny, dydaktyk historii
- Stanisław Szczotka, 1930, profesor, historyk
- Stanisław Szerszeń, 1917, profesor zwyczajny, inżynier, prorektor Politechniki Śląskiej
- Władysław Tyc, 1968, piłkarz (reprezentant Polski), trener
- Augustyn Waluś (1914), podpułkownik dyplomowany piechoty Wojska Polskiego, kawaler Orderu Virtuti Militari
- Alfons Wnętrzak (1917), kapitan Wojska Polskiego
- Adolf Karel Velan, 1935, wynalazca, przedsiębiorca, założyciel firmy Velan Valve Corporation
- Piotr Wolański, 1960, profesor zwyczajny, naukowiec – napędy lotnicze i kosmiczne
- Józef Wróbel, 1971, doktor habilitowany nauk teologicznych, biskup diecezjalny i pomocniczy
- Szymon Wróbel, 2005, reżyser, dziennikarz, pisarz
- Wojciech Zyzak, 1987, profesor nauk teologicznych, rektor Uniwersytetu Papieskiego JPII w Krakowie.